# First-class cricket
First-class cricket é uma das formas de jogo do críquete. É uma das formas mais conhecida e praticada jogada em nível doméstico e internacional.
O first-class cricket é uma séríe de três partidas ou mais calendarizada entre duas equipes com onze jogadores cada. Nas partidas as equipes devem jogar ao menos duas entradas. 
A história do formato first-class remonta os anos de 1894 na Inglaterra.